# 艾因州

艾因州的位置

艾因州（阿拉伯语：‎）是邦特兰于21世纪单方面宣布建立的州份。然而，该地区和邦特兰并不直接接壤，二者间隔索马里兰。索马里兰已合法地将此地区指定为其领土，即布霍德莱区。